# الصرب (موسم)
موسم الصرب؛ هو الاسم المحلي في محافظة ظفار لموسم الربيع السياحي، الذي يأتي بعد موسم الخريف، ويمتدّ من الأسبوع الأخير لشهر سبتمبر إلى نهاية ديسمبر من كل عام.

## موسم سياحي
لا يعرف كثير من السياح أن بعد انتهاء موسم الخريف، يأتي موسم(الصرب) السياحي الذي يتميز عن موسم الخريف بانقشاع الغيوم والضباب الذي كان يحجب كثيرا من المناظر الخلابة الخضراء على مد النظر وتفتح الأزهار، مع درجات حرارة معتدلة خاصة في الجبال.

## أهمية اقتصادية
لا تنحصر ميزة موسم الصرب في كونه موسما سياحيا مختلفا، بل له كذلك أهمية للسكان المحليين، حيث تمتهن نسبة كبيرة منهم رعي الأبقار والإبل، والتي تبدأ بالرعي في تلك البقع الخضراء مما يساهم في زيادة الإنتاج من اللحوم ومنتجات الألبان. وللمزارعين أيضا يعتبر فصلا ملائما لجني مختلف المحاصيل الموسمية، كالخيار والفول والذرة. وللصيادين يعدّ وقتا مناسبا لصيد الأسماك من مختلف الأنواع لأن البحر كان طوال موسم الخريف غير قابل للإبحار بالقوارب لتأثره بالرياح الموسمية والأمواج العالي، كما أن الصرب يمثل أحد المواسم المهمة لإنتاج العسل بسبب تفتح الزهور. ولذلك في هذا الموسم تنشط الحركة التجارية من خلال بيع الفواكه والخضروات، وبيع عسل الزهور، وتصنيع منتجات الحليب والألبان، وغيرها من المنتجات التي تعرض في الأسواق.